# 시나리오대로의 사랑
시나리오대로의 사랑(The Bully, いじめっ娘 ) 은 일본의 공포 만화가 이토 준지의 만화이다.

## 수록 이야기
1. 학대
2. 탈영병의 은신처
3. 아버지의 마음
4. 기억
5. 골목길
6. 시나리오대로의 사랑
7. 땅 속 깊은 곳의

## 출판 정보
- 한국
  - 《시나리오대로의 사랑》 (시공사, 1999년 9월 1일 출간) ISBN 9788952702678(8952702670)

## 같이 보기
- 이토 준지